# مجموعة ديجاردان
مجموعة ديجاردان (بالفرنسية: Mouvement Desjardins)‏ هي جمعية تعاونية للخدمات المالية الكندية وأكبر اتحاد للاتحادات الائتمانية (بالفرنسية: caisses populaires)‏ في أمريكا الشمالية. تأسست في عام 1900 في ليفيس ، كيبيك من قبل ألفونس ديجاردان .  بينما لا يزال مقرها القانوني في ليفيس ، يقع مقر معظم الإدارة التنفيذية ، بما في ذلك الرئيس التنفيذي ، في مونتريال . 
اعتبارًا من عام 2017 ، تتكون مجموعة ديجاردان من 293 اتحاد ائتماني محلي تدير 1032 نقطة خدمة وتخدم أكثر من سبعة ملايين عضو وعميل ، معظمهم في مقاطعات كيبيك وأونتاريو . 
بالإضافة إلى الخدمات المصرفية للأفراد ، تمتلك المجموعة أكثر من عشرين شركة تابعة تقدم منتجات وخدمات متعلقة بالتأمين ( ديجاردان للأمن المالي و ديجاردان للتأمين العام ) والعقارات (مجمع ديجاردان) وصناديق رأس المال الاستثماري (ديجاردان فينشر كابيتال ) والوساطة (ديجاردان للأوراق المالية). كما تنشط مجموعة ديجاردان ، من خلال شركة ديجاردان للتنمية الدولية التابعة لها ، في أكثر من 30 دولة نامية من خلال برامج المساعدة الفنية والاستثمارات المختلفة. في أكتوبر 2020 ، أطلقت ديجاردان صندوقًا للتأثير الاجتماعي ، اكويتاس ، والذي يمكن أن ينمو إلى 115 مليون دولار ويساعد النساء والشباب في البلدان النامية. 

## روابط خارجية
- الموقع الرسمي
- حقائق سريعة عن ديجاردان
- محدد موقع الفرع
- Développement International Desjardins (DID)